# Glaucostegus halavi
Glaucostegus halavi е вид хрущялна риба от семейство Rhinobatidae.

## Разпространение
Видът е разпространен в Джибути, Египет, Еритрея, Йемен, Оман, Саудитска Арабия и Япония (Хоншу).